# هورنی هرمانیتسه (منطقه تربیچ)
هورنی هرمانیتسه (منطقه تربیچ) (به چکی: Horní Heřmanice) یک منطقهٔ مسکونی در جمهوری چک است که در منطقه تربیچ واقع شده‌است.
 هورنی هرمانیتسه  ۱۳۱ نفر جمعیت دارد.